# Сэмпсон, Ральф Аллен
Ральф Аллен Сэмпсон (англ. Ralph Allen Sampson; 25 июня 1866 — 7 ноября 1939) — ирландско-британский астроном.

## Биография
Родился в Скалле, графство Корк (Ирландия, в то время входившая в состав Британской империи) в семье Джеймса Сэмпсона, химика-металлурга. Окончил колледж Св. Иоанна в Кембридже в 1888 году. В 1891 году Сэмпсон был удостоен стипендии для проведения астрономических исследований в Кембриджском университете. В Кембридже Р. Сэмпсон был студентом профессора Д.Адамса, и впоследствии помогал Адамсу редактировать и публиковать его труды.
В 1893 году Сэмпсон стал профессором математики в колледже в Ньюкасл-апон-Тайне, а в 1895 году был избран профессором математики в Даремском университете. В 1910—1937 годах был королевским астрономом Шотландии и профессором астрономии в Университете Эдинбурга. Выполнил новаторскую работу в области измерения цветовой температуры звезд, а также разработал теорию движения четырёх галилеевых спутников Юпитера. За последнюю работу удостоен Золотой медали Королевского астрономического общества в 1928 году.
В июне 1903 года Сэмпсон он был избран членом Королевского общества.Занимал пост президента Королевского астрономического общества с 1915 по 1917 год.
В его честь назван кратер на Луне.